# Бозорбой Бурунов
Бозорбой Бурунов (тадж. Бозорбой Бурунов, до 2014 г. — джамоат Янги-Базар) — джамоат Вахдатского района Таджикистана. Находится в пригородной зоне столицы государства города Душанбе.
Расположен в центральном Таджикистане, в Гиссарской долине.
В состав джамоата входят селения Баракат, Бахтёрон, Гирдоб, Гулобод, Зартеппа, Мехробод, Ниёгон, Нурофар, Озода, Саричашма, Сахиён, Сеоба, Солехон, Файзбахш, Холмуроди, Чиртак, Джавонон, Ширинчашма, Шодмон.
Численность населения джамоата составляет 24 876 человек (2015 год).
Населённые пункты в 1978 году: центр — к. Узунарик, Антаруш, Антаруши Боло, Антаруши Поён, Байнал, Бешкаппа, Бошбулок, Совет, Торбулоки Боло, Тукалтеппа, Холмуроди, Чиртак, Ширинбулок, 1-Мая, Джалджит.
Населённые пункты в 1932 году: 
| Нас. пункт      | Число хозяйств | Численность населения | Народности |
| --------------- | -------------- | --------------------- | ---------- |
| Андиган         | 118            | 464                   | узбеки     |
| Анатуруш-таджик | 93             | 432                   | таджики    |
| Анатаруш-узбек  | 107            | 416                   | узбеки     |
| Купрюк-баши     | 83             | 359                   | узбеки     |
| Кур-кишлак      | 17             | 97                    | узбеки     |
| Тукал-тепе      | 67             | 290                   | узбеки     |
| Узун-арик       | 50             | 230                   | узбеки     |
| Чуртак          | 26             | 136                   | узбеки     |
| Чут-кокшай      | 26             | 119                   | таджики    |

## История
16 октября 1950 года кишлак Ширинбулок к/с Эски Гузар, кишлак Холбойкаро к/с Кофарнихон переданы в состав к/с Янги Бозор.
28 июля 1954 из упразднённого к/с Эски-Гузар переданы кишлаки Сиёххор и Торбулок в к/с Янги Бозор. Из упразднённого к/с Махрази — Боги Мохим, Кофтани, Кофтании Миёна, Кулони Миёна, Кулони Поён, Чортарош и Туриоб, из упразднённого к/с Нурек — Зияк, Лангар, Навобод, Верхний Нурек, Нурек, Меххои узбек, Джурдж, Сафедоб, Чинор, Дараи Осиёбак, Гизои, Сари Камар, Толкаш, Нолинг, Шолипоя и Шахтут. Из к/с — Кофарнихон — кишлаки Бошбулок, Джалджити Боло, Джалджити Поён, Зулфи и Шабгарди. Кишлаки Андигон, Купрукбоши, Куркишлок, Чуткаим и Холбойкара к/с Янги Бозор переданы в к/с Кофарнихон.
7 августа 1959 года к/с Кофарнихон упразднён, а его территория передана в состав к/с Янги Бозор. Центром к/с Янги Бозор стал кишлак Узунарик. Из кишлачного совета Симигандж переданы кишлаки Бедак, Кутанбулок, Тундара, Чукмайрам, Кофархам, Киличи, Яккатол, Камонгарони Точик, Камонгарони Узбек, Зехобод, Киргизони Боло, Киргизони Поён, Мачитон, Пистамазори Боло, Пистамазори Поён и Ходжикатаган.
5 января 1965 года образован кишлачный совет Кафирниган, в который перешли кишлаки Андигон, Даштибеди калон, Даштибеди хурд, Заргар, Зулфи, Косултони, Кул, Купрук боши, Куркишлак, Кузбеги, Кафирниган, Обидараи чунгак, Обидараи дахана, Ранджабад, Суфион, Холбайкара, Чиламазар, Чинор, Чуткайчи, Шарифлакай, Шабгарди и Эловар кишлачного совета Янги-Базар. Также был образован кишлачный совет Бахор, в состав которого перешли кишлаки Бахор, Бедак, Камангарон таджик, Камангарон узбек, Киргизони боло, Киличи, Кофархам, Кутанбулок, Мачитон, Пистамазари, Тундара, Ходжакатаган, Чукамайрам и Якатол кишлачного совета Янги-Базар.
В новообразованный к/с Тугмазор переданы кишлаки Боги моин, Дараи осиёбак, Дашти ханака, Джурудж, Зияк, Кулони миена, Кулони тах, Хафдон, Кизои, Мавлак, Нолинг, Пехои таджик, Пехои узбек, Сарикамар, Туриоб, Чинор, Чортарош, Шахтут и Шолипая. В кишлачный совет Эски-Гузар — кишлаки Сиехор. В к/с Ромит — Мулбин, Оби-Нукро, Сабара и Тудаи-Наск.
8 июля 2004 года — джамоат Янги Бозор переименован в джамоат имени Бозорбоя Бурунова.